# Solomon Kane (recueil)
Solomon Kane est un recueil de nouvelles fantastiques signées par Robert E. Howard et mettant en scène le personnage éponyme de Solomon Kane. Ces textes épars furent rassemblés par Ramsey Campbell en 1978 et 1979 pour l'édition américaine chez Bantam Books. Ce premier tome des aventures de Solomon Kane fut publié sous le titre original Solomon Kane: Skulls in the stars en 1978 et fut rapidement suivi par le deuxième tome, publié en français sous le nom de Le Retour de Kane.

## Éditions françaises
- Aux éditions NéO, le 20 août 1981  (ISBN 9782730400886). Cette édition grand format contient une préface de François Truchaud, également traducteur du volume, ainsi qu'une carte géographique présentant le monde de Solomon Kane. La préface comme la carte disparaîtront dans les ré-éditions ultérieures.
- Aux éditions Fleuve noir, en septembre 1991  (ISBN 9782265045606).
- Aux éditions Bragelonne, dans une intégrale reprenant ce tome et le suivant, parue en août 2008  (ISBN 9782352942047) et rééditée en décembre 2013  (ISBN 9782352947158).

## Nouvelles
(Présentées dans l'ordre retenu par la publication française)
1. Des crânes dans les étoiles (Skulls in the Stars - 1929)[1]
2. La main droite du destin (The Right Hand of Doom - 1968)[2]
3. Ombres rouges (Red Shadows - 1928)[3]
4. Bruits d'ossements (Rattle of Bones - 1929)[4]
5. Le château du diable (The Castle of the Devil - 1978)[5]
6. La lune des crânes (The Moon of Skulls - 1930)[6]
7. La tache sombre (The One Black Stain - 1962)[7]
8. Les épées de la fraternité (Blades of the Brotherhood - 1968)[8]